# 姬際可
姬際可（1602年—1683年），字龍峰，一作隆豐，山西蒲州人，中國明末清初武術家，有「神拳」之稱。傳出六合槍法及拳法，是心意六合拳、心意拳、六合拳的共同始祖。其後人稱姬際可，武功之高乃當時武林第一人。

## 生平
相傳姬際可在終南山訪得名師，並得到岳武穆拳譜《岳武穆王拳經》〔未有佐證，疑為後人相傳〕。
姬精通大槍，據說姬練「點椽功」時：騎戰馬，手握大槍，每次就在乘馬疾馳瞬間，總能刺中屋檐下椽頭。又聞「老年破流寇于村西，手殲渠魁，人號『神槍』」。傳出六合槍法。後來因為清朝禁止人民私藏兵器，相傳姬際可依照六合槍法創出六合拳法，成為後世形意拳的始祖。
姬際可除了把功夫傳授給六個兒子外，傳人有河南馬學禮，和十餘歲從姬際可學拳的江南曹繼武。把心意拳授與少林寺武僧，稱之為“心意把”。

## 神槍，六合拳
“六合拳”名稱最早出現於雍正十三年（1735年），河南進士王自誠作品《拳論質疑序》。《序》云：「拳之種類不同，他端亦不知創自何人，惟此“六合拳”則出自山西姬龍、姬鳳，二師乃系明末人也（應該是姬龍峰之誤），精於槍法，人皆以為神……，」
姬氏所傳之拳術，共十大勢。